# Pierceton
Pierceton är en kommun (town) i Kosciusko County i Indiana. Vid 2010 års folkräkning hade Pierceton 1 015 invånare.